# Camboriú
Camboriú este un oraș în Santa Catarina (SC), Brazilia.